# Economia della Repubblica Socialista Federale di Jugoslavia
Nonostante le origini comuni, l'economia della Repubblica Federale Socialista di Jugoslavia era significativamente diversa dalle economie degli altri paesi socialisti dell'est Europa e della stessa Unione sovietica, soprattutto dopo la rottura con quest'ultima nel 1948 e durante il periodo Informbiro. L'occupazione e gli sforzi di liberazione durante la seconda guerra mondiale lasciarono le infrastrutture della Jugoslavia in condizioni pessime, le regioni più sviluppate del paese erano prevalentemente rurali e la piccola industria posseduta dallo stato era ormai gravemente danneggiata o distrutta.

## Storia

### Secondo dopoguerra
Durante i primi anni dopo il conflitto vennero introdotti i piani quinquennali di ricostruzione su modello sovietico attraverso un lavoro volontario di massa. Le zone periferiche vennero allacciate alla corrente e l'industria pesante venne potenziata. Il sistema economico era basato sia sulla pianificazione socialista sia alla libera attività: vennero nazionalizzate le fabbriche e agli operai vennero concesse una determinata percentuale dei loro profitti.
Le botteghe artigianali private potevano assumere fino a quattro persone per proprietario. La terra venne parzialmente nazionalizzata e ridistribuita, e in parte collettivizzata. I contadini potevano possedere un massimo di 10 ettari di terreno per persona e il territorio agricolo in eccesso veniva posseduto dalle cooperative, dalle compagnie agricole o da comunità locali. Potevano comprare e vendere appezzamenti di terra oppure cederli in affitto.

#### Giovani azioni di lavoro
Le Giovani azioni di lavoro erano attività volontarie di lavoro per i giovani che venivano impiegate per costruire infrastrutture pubbliche ed industriali. Erano organizzate secondo i livelli locali, di repubblica e federali dalla Lega della Gioventù Comunista di Jugoslavia, ed i partecipanti venivano organizzati in giovani brigate di lavoro di solito intitolate ad uno degli eroi nazionali. Tra i più importanti progetti ai quali parteciparono le giovani brigate possono essere inclusi i tratti ferroviari di Brčko-Banovići, Šamac-Sarajevo, alcune zone di Novi Beograd e alcuni tratti dell'Autostrada della Fratellanza e dell'Unità, che si estende dal nord della Slovenia fino al sud della Macedonia.

### Anni cinquanta e sessanta
Negli anni cinquanta venne introdotta l'autogestione dei lavoratori che ridusse l'influenza statale sulle imprese. I direttori delle compagnie socialiste venivano supervisionati dai consigli di fabbrica, costituiti da tutti gli operai con ciascuno avente un voto. I consigli dei lavoratori designavano anche il responsabile spesso con un ballottaggio segreto. Il Partito Comunista era organizzato in tutte le compagnie e gli impiegati più influenti erano probabilmente dei membri del partito, quindi molto spesso, ma non sempre, i direttori venivano scelti dal partito stesso. Nel 1950, la Jugoslavia risultava essere al ventesimo posto in Europa per il PIL.
La disoccupazione fu un problema cronico per la Jugoslavia, e i valori percentuali erano tra più alti d'Europa durante tutta la sua esistenza, mentre il livello educativo della forza lavoro aumentava stabilmente. Per la neutralità della Jugoslavia ed il suo ruolo da leader del Movimento dei paesi non allineati, le compagnie jugoslave esportavano sia nei mercati occidentali che in quelli orientali.
Le aziende jugoslave si occuparono di realizzare numerosi progetti industriali e di infrastrutture in Africa, Europa e Asia, di cui la maggior parte vennero realizzati dalla Energoprojekt, un'azienda di ingegneria e costruzioni fondata nel 1951 per ricostruire le infrastrutture del paese devastate dalla guerra.
Nel 1965, venne introdotto un nuovo dinaro (detto anche "dinaro pesante"), con un tasso di cambio di 12,5 con il dollaro americano, dato che il precedente ne aveva uno di 700.
L'emigrazione degli Jugoslavi in cerca di lavoro iniziò negli anni cinquanta, quando iniziarono a oltrepassare illegalmente il confine. A metà degli anni sessanta, la Jugoslavia diminuì le restrizioni sull'emigrazione e il numero di migranti all'estero aumentò rapidamente, soprattutto verso la Germania Ovest. Agli inizi degli anni settanta il 20% della forza lavoro del paese, corrispondente a 1,1 milioni di lavoratori, era impiegato all'estero. L'emigrazione fu causata dalla de-agrarizzazione forzata, dalla deruralizzazione e dal sovrappopolamento delle città più grandi. L'emigrazione contribuì a mantenere sotto controllo la disoccupazione ed agì anche come mezzo per ottenere capitali e valuta straniera. Questo sistema venne istituzionalizzato nell'economia jugoslava. Tra il 1961 e il 1971, il numero dei lavoratori trasferiti dalla Jugoslavia nella Germania Ovest aumentò da 16 000 a 410 000.

### Anni settanta

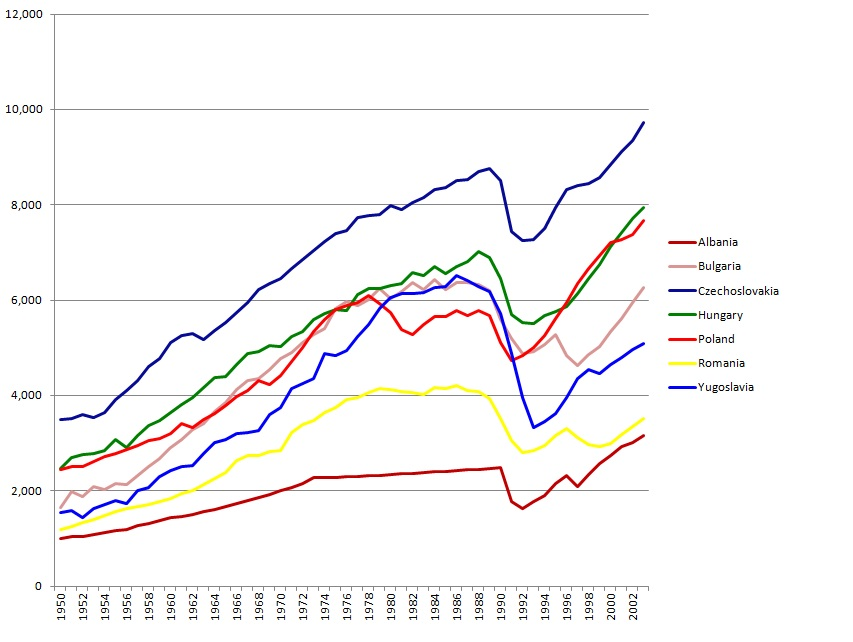
Andamento del PIL pro capite della Jugoslavia e degli altri paesi del blocco orientale dal 1950 al 2003 (base 1990 dei dollari Geary–Khamis)

Negli anni settanta, l'economia venne riorganizzata secondo la teoria del lavoro associato ideata da Edvard Kardelj, secondo la quale il diritto di decisione sulla produzione e ad una quota dei profitti delle compagnie socialiste è basato sull'investimento del lavoro. Tutte le compagnie industriali vennero trasformate in organizzazioni di lavoro associato. Le più piccole, le organizzazioni base di lavoro associato, corrispondevano più o meno a delle piccole compagnie od ai settori di un'azienda più grande. Queste venivano organizzate in imprese, note anche come organizzazioni di lavoro, che a loro volta erano associate a organizzazioni composite di lavoro associato, che potevano essere grandi compagnie oppure interi settori industriali di una determinata area. Le organizzazioni base di lavoro associato erano a volte formate da unità lavoro ancora più piccole ma non possedevano la libertà finanziaria. Le organizzazioni composite di lavoro associato erano spesso membri delle comunità d'affari, rappresentando interi settori industriali. Molte decisioni esecutive venivano fatte dalle imprese, così che continuarono a competere per un'estensione anche se facevano parte della stessa organizzazione composita. La nomina dei dirigenti e delle politiche strategiche delle organizzazioni composite erano, in base alla loro dimensione e importanza, spesso soggetti ad influenze di tipo politico e personale.
Per consentire a tutti gli impiegati di avere la stessa possibilità al processo decisionale, le organizzazioni base di lavoro associato erano anche introdotte nei servizi pubblici, inclusi quelli per la salute e per l'educazione. Le organizzazioni base erano generalmente formate da una decina di persone ed avevano i propri consigli dei lavoratori, il cui assenso era necessario per le decisioni strategiche e la nomina di dirigenti nelle imprese o nelle istituzioni pubbliche.

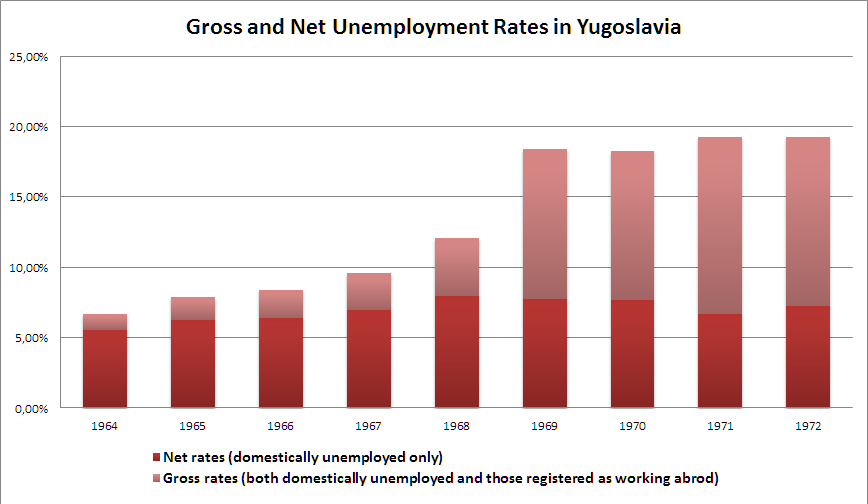
Tassi lordi e netti della disoccupazione in Jugoslavia dal 1964 al 1972

I lavoratori erano organizzati in sindacati che attraversavano tutto il paese. Gli scioperi potevano essere indetti da qualsiasi lavoratore o gruppo di lavoratori ed erano usuali in determinati periodi. Gli scioperi per delle evidenti e genuine rimostranze senza nessuna motivazione politica generalmente risultavano in pronte sostituzioni dell'amministrazione e un incremento della paga e dei benefici. Gli scioperi con una reale o implicita motivazione politica venivano spesso affrontati alla stessa maniera (i singoli venivano perseguiti o perseguitati separatamente), ma occasionalmente incontravano un duro rifiuto a trattare o in alcuni casi veniva impiegata la forza. Gli scioperi si verificavano in tutti i periodi di sconvolgimenti politici o di difficoltà economica, ma aumentarono sempre di più negli anni ottanta, quando i governi consecutivi tentarono di salvare l'economia in crisi con un programma di austerità con gli auspici del Fondo monetario internazionale.
Dal 1970 in poi, nonostante il 29% della popolazione fosse impegnato nell'agricoltura, la Jugoslavia era una gran importatrice di prodotti agricoli.

#### Gli effetti della crisi petrolifera
La crisi petrolifera degli anni settanta aggravò i problemi economici, il debito estero aumentava con tasso annuale del 20% e agli inizi degli anni ottanta raggiunse i 20 miliardi $. I governi di Milka Planinc e Branko Mikulić rinegoziarono il debito estero al prezzo di introdurre la politica di stabilizzazione consistente in severe misure di austerità — il cosiddetto trattamento shock. Durante gli anni ottanta, la popolazione jugoslava subì l'introduzione del razionamento di carburante (40 litri per automobile al mese), l'utilizzo dell'auto a targhe alterne, basata sull'ultima cifra della patente, severe limitazioni sulle importazioni di beni e il pagamento di un deposito prima di lasciare il paese che verrà restituito in un anno (con la crescente inflazione, questo deposito diventerà una vera e propria tassa sul viaggio). Vi furono carenze di caffè, cioccolata e detersivo in polvere. Durante molte estati secche, il governo, incapace di importare l'elettricità dai paesi vicini, dovette ricorre alle interruzioni di corrente. Il 12 maggio 1982 la commissione del Fondo monetario internazionale approvò una maggiore sorveglianza della Jugoslavia, per include gli investitori del Club di Parigi.

### Il collasso dell'economia jugoslava
| Anno | Debito                    | Inflazione   | PIL mlrd.$   | Tasso di disoccupazione |
| ---- | ------------------------- | ------------ | ------------ | ----------------------- |
| 1954 | 400 milioni di dollari    |              |              |                         |
| 1965 | 1,2 miliardi $            | 34,6%        | 6,6%         |                         |
| 1971 | 3,177 miliardi di dollari | 15,8(20,11%) | 6,7%         |                         |
| 1973 | 4,7 miliardi $            | 20%          | 21,5(21,86%) | 9,1% - 8,1%             |
| 1980 | 18,9 miliardi $           | 27%          | 70,0(27%)    | 13,8%                   |
| 1982 | 20 miliardi $             | 40%          | 62,8(31,85%) | 14,4%                   |
| 1987 | 21,961 miliardi $         | 167%         | 84,6(25,96%) | 16,1%                   |

Negli anni ottanta l'economia jugoslava attraversò un continuo periodo di crisi. Tra il 1979 e il 1985 il cambio del dinaro jugoslavo con il dollaro passò da 15 a 1 370, metà dei ricavi delle esportazioni venne utilizzato per pagare il debito mentre il reddito personale netto diminuì del 19,5%. Il numero di disoccupati salì a 1,3 milioni e il debito pubblico era stimato a 40 miliardi $.
La Jugoslavia assunse dei prestiti dal FMI e si indebitò ulteriormente. Nel 1981, possedeva un debito estero di 18,9 miliardi $. Tuttavia, il problema principale della Jugoslavia era la disoccupazione: nel 1980 il tasso raggiunse il 13,8%, senza contare il milione circa di lavoratori all'estero. Il peggiorare delle condizioni di vita durante gli anni ottanta causò l'aumento del tasso di disoccupazione al 17%, mentre un altro 20 era sottoccupato. Il 60% dei disoccupati aveva un'età inferiore ai 25 anni.
Al 1988, le rimesse degli emigrati nella Jugoslavia ammontarono a più di 4,5 miliardi $ e nell'anno successivo raggiunsero i 6,2 miliardi $, che ammontavano al 19% del totale mondiale. Una grande porzione di queste rimesse provenivano da lavoratori professionisti e abili assunti da aziende ingegneristiche jugoslave con contratti all'estero, tra i quali progetti di grandi infrastrutture nel Medio Oriente, in Africa e in Europa. Agli inizi degli anni ottanta, la compagnia jugoslava Energoprojekt era impegnata nella costruzioni di dighe, strade e appartamenti in Iraq, Libia e Kuwait. La Energoprojekt è stata la sedicesima compagnia di costruzioni ed ingegneria nel mondo, con più di 7 000 impiegati. La compagnia ha svolto importanti lavori in Libia, Kuwait, Zambia e Guinea, e verso la fine degli anni sessanta, era in competizione nei mercati europei nella Germania dell'Est, Cecoslovacchia e Germania dell'Ovest.

Ma durante la recessione dei primi anni ottanta, molti paesi esportatori di petrolio ridussero i progetti di lavori pubblici a seguito del crollo del prezzo del petrolio. L'aumento della competizione da parte di paesi come la Corea del Sud che offrivano manodopera ad un costo minore, contribuì al declino delle esportazioni dalla Jugoslavia di ingegneria e costruzioni. Nel 1988 la Jugoslavia doveva 21 miliardi $ ai paesi occidentali.

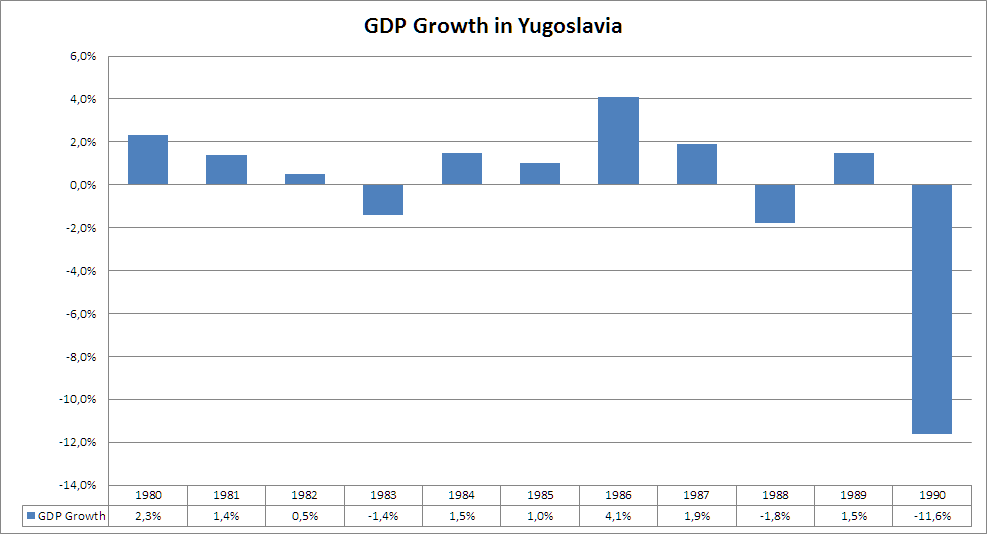
Andamento reale del PIL (GDP) in Jugoslavia nel decennio 1980-1990

Il collasso dell'economia jugoslava fu parzialmente causata anche dalla sua posizione non allineata che ha portato all'accesso di prestiti da parte di entrambi i blocchi delle superpotenze. Questo contatto con gli Stati Uniti e l'occidente aprì i mercati jugoslavi prima del resto dell'Europa centrale e orientale. Nel 1989, prima della caduta del muro di Berlino, il primo ministro federale jugoslavo Ante Marković si era recato a Washington per incontrare il presidente George H. W. Bush, per negoziare un nuovo pacchetto di aiuti finanziari. In cambio di assistenza, la Jugoslavia accettò di varare nuove e più ampie riforme economiche, tra le quali una nuova moneta svalutata, un ulteriore congelamento dei salari, tagli alla spesa pubblica e l'eliminazione delle compagnie socialiste autogestite. La nomenclatura di Belgrado, con l'assistenza di consiglieri occidentali, aveva gettato le basi per le riforme di Marković implementando in anticipo molte delle manovre richieste, tra le quali una maggior liberalizzazione sulla legislazione per gli investimenti stranieri.

Questo venne in parte smorzato dall'immenso drenaggio del sistema bancario, causato dalla crescente inflazione, dove a milioni di persone vennero annullati i debiti o permessi di realizzare fortune in perfetti schemi legali per spillare soldi dalle banche, che intanto avevano aggiustato i loro tassi d'interesse in base all'inflazione, ma questi non poterono essere applicabili a contratti di debito stipulati precedentemente con i tassi d'interesse aggiustati. I rimborsi dei debiti per la costruzione delle abitazioni private, edificate massivamente durante i prosperosi anni settanta, diventarono ridicolmente piccoli e le banche subirono ingenti perdite. L'indicizzazione venne introdotta per tenere sotto controllo l'inflazione ma la popolazione piena di risorse continuava a drenare il sistema attraverso altre vie, molte delle quali facevano ricorso al libretto degli assegni personale.

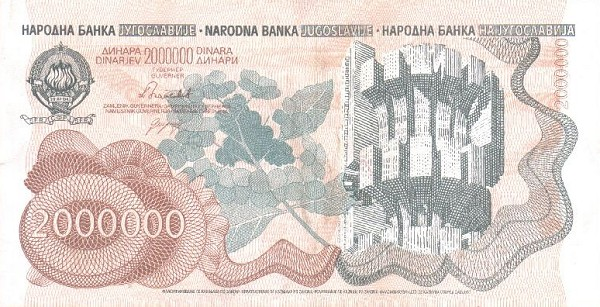
Una banconota da 2 milioni di dinari venne introdotta nel 1989 a causa dell'iperinflazione.

Questi libretti venivano largamente utilizzati in Jugoslavia nel periodo pre-inflazione. Gli assegni, che avevano un corso forzoso, venivano accettati da tutte le aziende. Venivano scritti a mano e spediti attraverso la posta regolare, quindi non vi era modo di garantire una contabilità in tempo reale. Le banche perciò continuavano a detrarre denaro dai conti correnti il giorno in cui ricevevano l'assegno e non il giorno in cui veniva emesso. Quando l'inflazione triplicò e quadruplicò i prezzi, ciò permise un'altra forma diffusa della riduzione dei costi o di mungitura completa del sistema. Bollettini dalle regioni più remote potevano arrivare con sei mesi di ritardo, causando perdite alle aziende. Dal momento che le banche mantenevano un servizio clienti senza mutuo, le persone viaggiavano verso i piccoli uffici bancari poste nelle zone rurali dall'altra parte del paese e riscuotere il denaro in numerosi assegni. Potevano poi scambiare il denaro con una valuta straniera, (di solito il Marco tedesco) ed aspettare l'arrivo dell'assegno. Successivamente potevano convertire una parte della valuta straniera e ripagare i propri debiti, ridotti notevolmente dall'inflazione. Le compagnie usarono delle tattiche simili per cercare di pagare i loro lavoratori.
Per porre rimedio alla situazione, venne introdotta gradualmente una nuova legislazione ma il governo cercò soprattutto di combattere la crisi stampando più moneta, incrementando ulteriormente l'inflazione. La presa di potere nelle grandi aziende industriali portò a numerose gravi bancarotte (principalmente di grandi fabbriche), e favori la percezione pubblica di un'economia in una crisi profonda. Dopo i numerosi e fallimentari tentativi per combattere l'inflazione con diverse manovre economiche, e a causa degli scioperi di massa dovuti al blocco dei salari con l'austerità, il governo di Branko Mikulić venne sostituito nel marzo del 1989 da quello guidato da Ante Marković, un pragmatico riformista che passò un anno intero a introdurre nuove leggi per le imprese, che abbandonavano la teoria del lavoro associato in favore dell'attività commerciale privata. I cambiamenti istituzionali culminarono in diciotto nuove leggi che dichiararono la fine del sistema autogestito e del lavoro associato. Mentre le aziende di stato vennero parzialmente privatizzate, soprattutto tramite investimenti, i concetti di proprietà sociale e dei consigli dei lavoratori furono ancora mantenuti.
Alla fine del 1989, l'inflazione raggiunse il 1 000%. Il giorno della vigilia di Capodanno del 1989, Ante Marković introdusse il suo programma di riforme economiche. Diecimila dinari diventarono un "Nuovo Dinar", con il marco tedesco come sistema di riferimento ad un cambio di 7 nuovi dinari per un marco. L'improvvisa fine dell'inflazione portò un po' di sollievo a sistema bancario. Il possesso e lo scambio di moneta straniera venne deregolamentato attirando così, assieme ad un più realistico tasso di cambio, valute straniere nelle banche. Tuttavia, verso la fine degli anni ottanta, divenne sempre più chiaro il fatto che il governo federale stesse perdendo effettivamente il potere di implementare il suo programma.

### Primi anni novanta
| Città      | Residenti (censimento del 1991) | PIL (Jugoslavia=100) | Repubbliche                |
| ---------- | ------------------------------- | -------------------- | -------------------------- |
| Belgrado   | 1 552 151                       | 147                  | RS serba                   |
| Zagabria   | 777 826                         | 188                  | RS croata                  |
| Sarajevo   | 527 049                         | 133                  | RS di Bosnia ed Erzegovina |
| Skopje     | 506 926                         | 90                   | RS macedone                |
| Lubiana    | 326 133                         | 260                  | RS slovena                 |
| Novi Sad   | 299 294                         | 172                  | RS serba                   |
| Niš        | 253 124                         | 110                  | RS serba                   |
| Spalato    | 221 456                         | 137                  | RS croata                  |
| Banja Luka | 195 692                         | 97                   | RS di Bosnia ed Erzegovina |
| Pristina   | 155 499                         | 70                   | RS serba                   |
| Kragujevac | 144 608                         | 114                  | RS serba                   |
| Fiume      | 143 964                         | 213                  | RS croata                  |
| Titograd   | 136 473                         | 87                   | RS di Montenegro           |

Nel 1990 Marković introdusse un programma di privatizzazioni, con l'approvazione di nuove leggi federali che permettevano ai consigli di amministrazione delle aziende di avviare le privatizzazioni, principalmente attraverso un sistema azionario interno inizialmente non quotabile in borsa. Ciò significava che le leggi enfatizzavano la privatizzazione "interna" tra i lavoratori e i manager, ai quali le azioni potevano essere offerte ad un prezzo scontato. Le autorità jugoslave usavano il termine "trasformazione della proprietà" per indicare il passaggio dalla gestione pubblica a quella privata. Ad aprile del 1990, il tasso d'inflazione mensile era caduto a zero, le esportazioni e le importazioni erano aumentate mentre le riserve di valuta straniera erano salite a 3 miliardi $. Tuttavia, la produzione industriale era calata del 8.7% e le alte tassazioni mettevano in difficoltà le aziende nel congelare i salari.
Nel luglio del 1990, Marković fondò il suo partito delle Unione delle Forze Riformiste. Nella seconda metà del 1990 l'inflazione tornò a salire: a settembre e ottobre il tasso raggiunse l'8% fino a raggiungere ancora una volta dei livelli inimmaginabili, arrivando a toccare l'annuale 120%. Le riforme di Marković e i programmi di austerità incontrarono delle resistenze dalle autorità federali delle singole repubbliche. Il suo programma del 1989 per fermare l'inflazione venne respinto dalla Serbia e dalla Voivodina. La Repubblica socialista di Serbia introdusse i dazi doganali sulle importazioni dalla Croazia e dalla Slovenia e prese 1,5 miliardi $ dalla banca centrale per finanziare l'aumento dei salari, le pensioni, i bonus per gli impiegati del governo e per sovvenzionare le aziende che avevano subito perdite. Il governo federale aumentò il tasso di cambio con il marco tedesco prima a 9 e dopo a 13 dinari. Nel 1990 il tasso annuale di crescita del PIL calò a -11.6%.
Le guerre jugoslave, la perdita di mercato, la cattiva gestione e/o la non trasparente privatizzazione portarono a successivi problemi economici negli anni novanta in tutte le ex repubbliche jugoslave. Soltanto l'economia della Slovenia crebbe in maniera costante dopo la crisi iniziale. La secessione croata risultò in danni diretti circa 43 miliardi $. La Croazia raggiunse il PIL del 1990 nel 2003, alcuni anni dopo la Slovenia, fino adesso la più avanzata di tutte le economie jugoslave.